# Eta Aquarii
Désignations
Eta Aquarii (η Aqr, η Aquarii) est une étoile de la constellation du Verseau. Eta Aquarii est une sous-géante bleue-blanche de type B avec une magnitude apparente de +4,04. Elle est à environ 184 années-lumière de la Terre.
Eta Aquarii est proche du radiant de la pluie de météores des Êta aquarides, qui culmine le 6 mai.